# サファ・シンプソン・ハリケーン・ウィンド・スケール
サファ・シンプソン・ハリケーン・ウィンド・スケール（英: Saffir-Simpson hurricane wind scale; SSHWS）は、熱帯低気圧 (tropical depression (TD)) と熱帯暴風雨 (tropical storm (TS)) を上回る強さにまで発達したハリケーン — 西半球の熱帯低気圧 — を持続的な風の強度によって5段階の「カテゴリー」に階級区分する尺度である。旧称はサファ・シンプソン・ハリケーン・スケール (Saffir-Simpson hurricane scale; SSHS) といった。
ハリケーンとして分類されるには、熱帯低気圧 (tropical cyclone) が少なくとも1分間平均の最大持続風速で74 mph (33 m/s)（カテゴリー1）にまで発達することが条件となる。当スケールで最も高い等級はカテゴリー5で、このカテゴリーに属するハリケーンは最大持続風速が156 mph (70 m/s)を超える。当スケールの等級によって、ハリケーンの上陸時に発生し得る、何らかの潜在的被害および洪水の兆候を示すことが可能となる。
公式には、サファ・シンプソン・ハリケーン・ウィンド・スケールは、1分間を超えて持続する最大平均風速に基づいて、大西洋および日付変更線より東の北太平洋で発生するハリケーンのみを対象に用いられる。
その他の地域では、発生海域に応じてサイクロン (cyclone) や台風 (typhoon) と呼称されるような熱帯低気圧に対して、それぞれ異なる等級が用いられる。それらの地域では、最大持続風速を決定する際に3分間平均や10分間平均の風速を用いる（ただし、合同台風警報センターを除く）。そのため、これらの熱帯低気圧について、サファ・シンプソン・スケールによる方法を適用して直接比較することは困難である。
サファ・シンプソン・ハリケーン・ウィンド・スケールには、雨や高潮、その他の重要な要素が考慮に入れられていないとの批判もあるが、当スケールが目標とする役目は単純で理解しやすいことにあると擁護する者もいる。

## 歴史
当スケールは土木工学者のハーバート・サファと、当時アメリカの国立ハリケーンセンター (NHC) のセンター長を務めていた気象学者のロバート・シンプソンによって1971年に開発された。当スケールが一般向けに導入されたのは1973年のことで、広く用いられるようになったのは、シンプソンの後任のニール・フランクが1974年にNHCのセンター長に就いた後のことであった。
当初のスケールは、1969年に国際連合から委託されてハリケーン多発地域の低価格住宅の研究をしていた、構造工学者のハーバート・サファが開発したものである。研究を進めるうちにサファは、ハリケーンによって起こりやすい現象の規模をわかりやすく評価する尺度がないことに気づいた。サファは地震の規模を示すリヒターのマグニチュード・スケールの効用を反映させて、予想される建造物被害を示す、風速を基準にした1から5までの5段階の等級を考案した。サファはこのスケールをNHCに捧げ、シンプソンがこれに高潮と洪水の影響を加えた。
2009年、NHCは中心気圧と高潮の程度についての評価をカテゴリーから排除すべく手を打って、当スケールを純粋な風力スケールへと一変させ、Saffir–Simpson Hurricane Wind Scale (Experimental) [SSHWS] と仮称した。この新しいスケールは2010年5月15日より本運用が開始された。新しいスケールでは、洪水の範囲、高潮の推定、降雨、位置の評価が除外された。これは、カテゴリー2のハリケーンが大都市を直撃すれば、カテゴリー5のハリケーンが田舎の地方を通過するよりも、はるかに多くの累積的被害が出るであろうことを意味する。気象局は、推定よりも強い高潮を引き起こしたハリケーン・カトリーナ（2005年）とハリケーン・アイク（2008年）や、逆に推定よりも弱い高潮しか引き起こさなかったハリケーン・チャーリー（2004年）を含む、過去の様々なハリケーンの事例を引用して、それらを「科学的に不正確な」情報を削除した理由としている。サファ・シンプソン・ハリケーン・ウィンド・スケールから評価が除外された高潮の予測とモデリングは現在、ADCIRCやSLOSHなどのコンピュータ数値モデルを用いて処理されている。
2012年、NHCはカテゴリー4の風速範囲の上限と下限を、131–155 mph (114–135 kt, 210–249 km/h) から、それぞれ1 mphずつ拡大して、130–156 mph (113–136 kt, 209–251 km/h) に変更した。NHCと中部太平洋ハリケーンセンターは、熱帯低気圧の強さを5ノット単位で割り当て、他の報告でも同様に端数処理して、mphとkm/hに換算している。そのため、115ノットの強度はカテゴリー4と評定されるが、そのマイル毎時への換算値 (132.3 mph) は130 mphに切り捨てられるので、一見するとカテゴリー3のハリケーンであるかのように思わせてしまう。同様に、135ノットの強度（155 mph、すなわちカテゴリー4）は250.02 km/hであるが、変更前に用いられていた定義に従えば、カテゴリー5になる。こうした問題を解決するため、NHCは、115ノットの風速の暴風を135 mphとしたり、135ノットの風速を245 km/hとしたりするなど、誤った報告をせざるを得なかったのであった。この定義の変更によって、115ノットの暴風を130 mphに正しく切り捨てることが可能となり、135ノットの風速も250 km/hとして正しく報告されるようになり、等級はカテゴリー4のままとされた。NHCが以前、誤った端数処理によって各測定単位で等級づけしたカテゴリー4のハリケーンは、新しい等級に変わってもカテゴリー4の分類のままであるため、この度の変更は過年度のハリケーンの分類には影響を与えなかった。この新しいスケールは2012年5月15日より運用が開始された。

## カテゴリー
当スケールでは、ハリケーンを風速に基づいて5つの異なるカテゴリーに区分する。米国の国立ハリケーンセンターは、カテゴリー3以上のハリケーンを major hurricanes とし、合同台風警報センターは、最大風速150 mph以上（カテゴリー4強からカテゴリー5相当）の台風を super typhoons と呼称するが、これらに該当しなくても、熱帯低気圧はみな非常に危険であることには相違ない。ほとんどの気象機関は、持続風速について世界気象機関 (WMO) が推奨する風速の定義、すなわち33 ft (10.1 m)の高さで10分間測定した風速の平均値を用いている。それに対し、米国の国立気象局、中部太平洋ハリケーンセンターおよび合同台風警報センターは、持続風速を33 ft (10.1 m)の高さで1分間以上測定した平均風速と定義しており、このスケールでもその定義が用いられている。
風速値はおおよそ対数スケールに対応し、各カテゴリーの風速の上限は、カテゴリー“c”（c = 1 ... 4; カテゴリー5には上限は設定されていない）とおくと、83×10(c⁄15)マイル毎時と表され、さらに最も近い5の倍数に丸められる。ただし、上述した定義の変更後は例外的に、カテゴリー4は階級の風速幅が上下両方向にそれぞれ1 mph広げられていて、カテゴリー2 (c = 2) の算定値は112.8 mphから110 mphに切り捨てられる。
以下の小節で、強度の弱い方から順に5つのカテゴリーについて説明する。以下に例示したハリケーンの強度は、上陸時かつ最大時のものである。

### カテゴリー1
| カテゴリー1                               | カテゴリー1                        |
| 風速                                      | 直近の例                           |
| ----------------------------------------- | ---------------------------------- |
| 33–42 m/s 64–82 kt 119–153 km/h 74–95 mph | 2019年のルイジアナ州上陸時のバリー |

Very dangerous winds will produce some damage
（非常に危険な風によって相当の被害が発生する）
カテゴリー1のハリケーンは通常、十分に丈夫に建てられたほとんどの永続的な建造物に重大な構造上の被害をもたらすことはない。しかし、しっかりと固定されていない移動式住宅はぐらついて倒れることがあり、植え込みや弱い樹木は根こそぎ引き抜かれたり折られたりする。粗末に取り付けられた屋根板や屋根瓦は吹き飛ばされることがある。沿岸部においては、高潮による浸水や桟橋の被害がカテゴリー1のハリケーンと関連付けられることがしばしばある。典型的には広い範囲で停電が発生し、時に数日間続くこともある。ハリケーンとしては最も強度が小さい部類ではあるが、依然として広範な被害が出たり、生命が脅かされたりすることもある。
最大時にカテゴリー1の勢力に達し、その勢力を保ったまま上陸したハリケーンとしては次のような例がある：グラディス（1968年）、ベス（1971年）、アグネス（1972年）、フアン（1985年）、イズマエル（1995年）、ダニー（1997年）、クローデット（2003年）、ガストン（2004年）、スタン（2005年）、ウンベルト（2007年）、アイザック（2012年）、マニュエル（2013年）、アール（2016年）、ハーマイン（2016年）、ニュートン（2016年）、フランクリン（2017年）、ネイト（2017年）、ハリケーン・バリー（2019年）

### カテゴリー2
| カテゴリー2                                | カテゴリー2                                |
| 風速                                       | 直近の例                                   |
| ------------------------------------------ | ------------------------------------------ |
| 43–49 m/s 83–95 kt 154–177 km/h 96–110 mph | 2014年のノースカロライナ州接近時のアーサー |

Extremely dangerous winds will cause extensive damage
（極めて危険な風によって大規模な被害が発生する）
カテゴリー2の強度のハリケーンは、しばしば屋根材に損害を与え、時に屋根を野ざらしにし、立て付けの悪いドアや窓に被害をもたらす。粗末に設置された標識・看板や桟橋はかなりの被害を受け、多くの樹木が根こそぎ引き抜かれたり折られたりする。移動式住宅は固定がしっかりしていようがいまいが、典型的に損傷を受けたり破壊されたりし、多くのプレハブ住宅も構造上の被害を受ける。保護されていない係留地にある小型の船舶は、その係船を失うおそれがある。電化地域の広い範囲からほぼ全域が停電に見舞われる。時折、飲料水が不足しやすくなり、その状態が何日も続く場合もある。
最大時にカテゴリー2の勢力に達し、その勢力を保ったまま上陸したハリケーンとしては次のような例がある：エイブル（1952年）、アリス（1954年）、エラ（1958年）、フィフィ（1974年）、ダイアナ（1990年）、カルバン（1993年）、ガート（1993年）、ローザ（1994年）、エリン（1995年）、アルマ（1996年）、フアン（2003年）、カタリーナ（2004年）、アレックス（2010年）、リチャード（2010年）、トマス（2010年）、カルロッタ（2012年）、アーネスト（2012年）、アーサー（2014年）

### カテゴリー3
| カテゴリー3                                  | カテゴリー3                        |
| 風速                                         | 直近の例                           |
| -------------------------------------------- | ---------------------------------- |
| 50–58 m/s 96–112 kt 178–208 km/h 111–129 mph | 2016年のニカラグア上陸時のオットー |

Devastating damage will occur
（甚大な被害が発生する）
大西洋および東太平洋の海域で発生するカテゴリー3以上のハリケーンについては、major hurricanes と表現される。これらのハリケーンは、小規模の住宅や施設に何らかの構造上の損害を与え、特に、小さな欠陥のある非耐力壁をもつ、木造の骨組みや組み立て材料を使用した建物に被害をもたらす。移動式住宅のように基礎の強固でない建造物は通常、破壊され、切妻壁の屋根は剥がされる。プレハブ住宅は通常、重度かつ修繕不可能な被害を受ける。海岸近くでは、高潮による浸水によって小規模の建造物が破壊され、より大きな建造物は流されてきた瓦礫によって被害を受ける。多くの樹木が根こそぎ引き抜かれたり折られたりし、多くの地域を孤立させる。さらに、内陸の地域にあっても辺り一帯で洪水被害が出るおそれがある。電化地域のほぼ全域から全域が停電に見舞われ、数週間程度続くこともある。また、水道水が使えなくなったり、汚染されたりする。
最大時にカテゴリー3の勢力に達し、その勢力を保ったまま上陸したハリケーンとしては次のような例がある：イージー（1950年）、キャロル（1954年）、ヒルダ（1955年）、オードリー（1957年）、イズベル（1964年）、セリア（1970年）、エラ（1970年）、エロイーズ（1975年）、オリビア（1975年）、アリシア（1983年）、エレナ（1985年）、ロクサーヌ（1995年）、フラン（1996年）、イシドール（2002年）、ジーン（2004年）、レーン（2006年）、カール（2010年）、オットー（2016年）

### カテゴリー4
| カテゴリー4                                   | カテゴリー4                                      |
| 風速                                          | 直近の例                                         |
| --------------------------------------------- | ------------------------------------------------ |
| 58–70 m/s 113–136 kt 209–251 km/h 130–156 mph | 2018年のバミューダ諸島の南端通過時のフローレンス |

Catastrophic damage will occur
（破滅的な被害が発生する）
カテゴリー4のハリケーンは、より広範囲にわたって非耐力壁を損壊させ、一部の小規模住宅を全壊させる傾向にある。ガソリンスタンドの屋根や、その他の吊り下げられるタイプの建造物が、重度の修繕不可能な被害を受け、ほとんど完全に破壊されることがよくみられる。移動式住宅や組み立て住宅は、ぺしゃんこにつぶれる場合がある。最も頑強なものを除き、ほとんどの樹木が根こそぎ引き抜かれたり折れたりし、多くの地域を孤立させる。これらのハリケーンは、広い範囲にわたって浜辺を侵食し、内陸のかなり奥のほうにあっても、辺り一帯で洪水被害が出るおそれがある。全面的かつ長期間に及ぶ停電と断水が発生することが予想され、何週間も続く場合がある。
米国を襲った自然災害として史上最も多くの死者を出したとされる1900年のガルベストン・ハリケーンは、その最大時の強度に関して、今日でいうカテゴリー4のハリケーンに相当したであろうと考えられている。その他に最大時にカテゴリー4の勢力に達し、その勢力を保ったまま上陸したハリケーンとしては次のような例がある：ヘーゼル（1954年）、グレイシー（1959年）、ドナ（1960年）、フローラ（1963年）、クレオ（1964年）、ベッツィ（1965年）、カルメン（1974年）、フレデリック（1979年）、ジョアン（1988年）、イニキ（1992年）、ルイス（1995年）、アイリス（2001年）、チャーリー（2004年）、デニス（2005年）、グスタフ（2008年）、アイク（2008年）、ホアキン（2015年）、ハービー（2017年）

### カテゴリー5
| カテゴリー5                            | カテゴリー5                      |
| 風速                                   | 直近の例                         |
| -------------------------------------- | -------------------------------- |
| ≥ 70 m/s ≥ 137 kt ≥ 252 km/h ≥ 157 mph | 2019年のバハマ上陸時頃のドリアン |

Catastrophic damage will occur
（破滅的な被害が発生する）
カテゴリー5は、サファ・シンプソン・スケールで最も等級の高いカテゴリーである。これらのハリケーンは多くの住宅および産業用建造物の屋根を全損させ、一部の小さな施設については全壊したり、建物ごと吹き飛ばされたりする。長さのある屋根や壁、特に内側に支えのないものの多くは崩壊することがよくみられる。多くの木造建造物に非常に重度かつ修繕不可能な被害がもたらされ、移動式住宅や組み立て住宅の全壊が広く認められる。少なくとも3 - 5マイル (5 - 8 km)程度、内陸に位置している場合において、無傷で持ちこたえられる建造物がわずかにあるのみで、それに該当するのは、鉄骨やコンクリートで建造されたオフィスビル、分譲マンション、アパートおよびホテル、複数階建てのコンクリート製の立体駐車場、ならびに鉄筋レンガまたは鉄筋コンクリート/セメント製の住宅や、水平面から35度もの傾斜のついた寄棟造の屋根をもつ住宅、あらゆる種類の吊り下げられた屋根のない住宅、そして、耐ハリケーン設計の安全ガラスで作られたか、シャッターで覆われた窓である。これらの要件を全て満たしていない限り、建造物の全壊は不可避である。
ハリケーンのもたらす洪水によって、海岸線近くにある全ての建造物の低層階に大きな被害が出るほか、高潮によって沿岸部にある多くの建造物が完全にぺしゃんこになったり、遠くまで流されたりすることがある。事実上、全ての樹木が根こそぎ引き抜かれたり折れたりし、一部は陸まで揚がって、影響を受けたほとんどの住宅街を孤立させる。ハリケーンが人口の密集する地区に迫っていて脅威となる場合、住宅地区では大規模な避難が必要とされる場合がある。全面的かつ極めて長い期間にわたって停電と断水が発生することが予想され、最大で数カ月程度まで続く可能性がある。
歴史上、カテゴリー5の勢力で上陸したハリケーンの例は、「キューバ」（1924年）、「オキーチョビー」（1928年）、「バハマ」（1932年）、「キューバ・ブラウンズビル」（1933年）、「レイバー・デー」（1935年）、ジャネット（1955年）、カミーユ（1969年）、エディス（1971年）、アニータ（1977年）、デイビッド（1979年）、ギルバート（1988年）、アンドリュー（1992年）、ディーン（2007年）、フェリックス（2007年）、イルマ（2017年）、マリア（2017年）、マイケル（2018年）、ドリアン（2019年）の18例である。なお、これら18個のハリケーンは全て大西洋海域で発生したもので、東太平洋海域において発生してカテゴリー5の強度で上陸したハリケーンは知られていない。

## 批判
ケリー・エマニュエルやラクシュミー・カンタなどの一部の科学者は、当スケールが熱帯低気圧の物理的な大きさも、それがもたらす降水量も全く考慮に入れていないことを示した上で、単純すぎるとして批判している。さらに彼らや他の科学者らは、サファ・シンプソン・スケールが、地震の規模を示すために用いられるリヒター・スケールとは異なり、連続的ではなく、少数のカテゴリーに量子化されていることを指摘している。当スケールを置き換えるべく提案されている尺度もいくつかある。たとえば、Hurricane Intensity Indexはハリケーンがもたらす動圧に基づいているほか、Hurricane Hazard Indexはハリケーンの地表での風速、最大風速半径および並進速度を基にしている。これらのスケールは連続的である点でリヒター・スケールに類似しているが、いずれも公的には用いられていない。

### “カテゴリー6および7”
2005年の大西洋におけるハリケーンの時季に発生した一連の強力なハリケーンとハリケーン・パトリシアを経験した後で、新聞のコラムニストや科学者らは、カテゴリー6を導入してはどうかと提言し、風速が174 or 180 mph (78 or 80 m/s)を上回るハリケーンにカテゴリー6を適用するよう、釘をさした。2017年にハリケーン・イルマを経験すると、改めてこの問題について一考を促す呼びかけがなされ、一部では、“カテゴリー6”のハリケーンとして、この用語を使う地元の政治家たちが続出した結果、見たところでは信用できそうな多くの誤った報道が話題となった。この規模のハリケーンが記録された例は数少ない。現在、カテゴリー5相当の域に達していたと考えられている大西洋で発生した35個のハリケーンのうち、175 mph (78 m/s)以上の風速を記録したのは19個、180 mph (80 m/s)以上の風速を記録したのは、たった8個（1935年のレイバー・デー・ハリケーン、アレン、ギルバート、ミッチ、リタ、ウィルマ、イルマ、ドリアン）である。現在、カテゴリー5相当の域に達していたと考えられている東太平洋で発生した18個のハリケーンのうち、175 mph (78 m/s)以上の風速を記録したのは5個（パッツィ、ジョン、リンダ、リック、パトリシア）、180 mph (80 m/s)以上の風速を記録したのは、たった3個（リンダ、リック、パトリシア）である。このカテゴリーが適用されることになるハリケーンのほとんどは、西太平洋では台風あるいはタイフーンと呼ばれる。最も著名なのは1979年の台風20号で、190 mph (310 km/h)の持続風速を記録した。2013年の台風30号と2016年の台風14号は195 mph (314 km/h)の持続風速を記録した。時折、カットオフとして、それ以上に高い風速が測定されたと思わせる値が出ることがある。2018年11月に発行された新聞記事によると、アメリカ海洋大気庁で大気を研究している科学者のジム・コッシンは、気候が温暖化するにつれて、より強いハリケーンが発生する可能性が高まってきていると述べた上で、カテゴリー6を設けるならば、風速範囲の下限は195 mph (87 m/s)が妥当で、さらには仮定の話として、カテゴリー7の下限は230 mph (100 m/s)になるであろうことを示唆した。 
ロバート・シンプソンによれば、サファ・シンプソン・スケールは人工建造物に対するハリケーンの潜在的被害を想定するために設計されているため、カテゴリー6を設ける理由は存在しないとのことである。シンプソンは「155 mph (249 km/h)を超える風の吹く中へ入りますと、その極度の風が建物の面に6秒間も吹き続ければ、建物を破裂させる損害を引き起こすでしょうし、それはたとえどれほど丈夫に建てられていようとも深刻な事態です」と述べた。それにもかかわらず、フロリダ州のブロワード郡とマイアミ・デイド郡では、重要インフラの建物についてはカテゴリー5のハリケーンにも耐えられることを要件とする建築基準法が定められている。